# Terra do Meio Ecological Station
Terra do Meio Ecological Station är ett naturreservat i Brasilien.   Det ligger i kommunen Uruará och delstaten Pará, i den centrala delen av landet, 1 500 km norr om huvudstaden Brasília.
I omgivningarna runt Terra do Meio Ecological Station växer i huvudsak städsegrön lövskog. Runt Terra do Meio Ecological Station är det mycket glesbefolkat, med 4 invånare per kvadratkilometer.